# Béla Rajki
Béla Rajki (Budimpešta, 2. veljače 1909. – Budimpešta, 20. srpnja 2000.), (javlja se i pod imenom Béla Rajki-Reich), bivši mađarski vaterpolski i plivački trener.
Béla Rajki je bio trenerom mađarskih vaterpolista na OI 1952. i 1956., kada je osvojio s njima zlatno odličje. Na OI 1972. je momčad koju je on vodio, postala olimpijskim doprvakom.
Na OI 1948. i 1952. je bio glavnim trenerom mađarskih plivača i plivačica.
Posebice je ustrajao na tome da njegovi igrači na olimpijskom turniru 1956., u završnici protiv Sovjeta, odigraju u duhu fair-playa, tim više što su oči svjetske javnosti bile uprte u tu utakmicu. Ipak, susret se okrenuo u krvavu bitku u bazenu.
Pored svog trenerskog rada u vrhunskom športu, Rajki je radio standardne radove u području plivanja i vaterpola, producirao je i nastavne filmove .